# Macintosh Plus

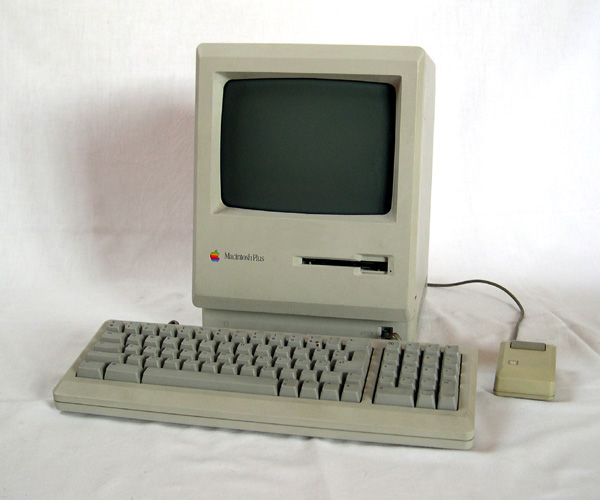
Apple Macintosh Plus

El Macintosh Plus fue un modelo de ordenador de la empresa Apple. Se lanzó al mercado en 1986 y se ofertó hasta 1990.
El Macintosh Plus tenía un procesador Motorola 68000 de 8 MHz de frecuencia de reloj y se basaba en la carcasa de los  Macintosh 128 K y 512 K con una pantalla de 9 pulgadas (512×342 Pixel, monocromo), pero con más memoria (1 MB, ampliable a 4 MB), un ROM mayor (128 KB en lugar de 64 KB) y una interfaz SCSI, a través de la cual se podían conectar discos duros y de intercambio de datos externos, así como un adaptador ethernet SCSI. La carcasa tenía inicialmente un color beige y más tarde se vendió en gris platino.
El Macintosh Plus tiene firmas en la parte interior de la carcasa de los desarrolladores. Los que participaron en el desarrollo firmaron en papel y estas firmas se grabaron posteriormente en cada carcasa. Este proceso sólo se utilizó en los primeros 70.000 Apples, pero se desestimó.
El Macintosh Plus no tenía ventilador por lo que para refrigerar utilizaba el denominado efecto chimenea. Las ranuras de ventilación en la base y en los laterales del Mac Plus no deben bloquearse, en caso contrario se sobrecalienta en poco tiempo, lo que puede conducir al deterioro del hardware. Esta indicación es importante para el Mac Plus, el 512k(e) y el 128k.
Precaución: Aunque el Macintosh tiene una conexión para una unidad de disco de 5,25 pulgadas, no se deben conectar este tipo de unidades de disco, ya que se podría dañar el controlador del Mac. Por ello, sólo se pueden conectar las tradicionales unidades de disco de 3,5 pulgadas de 800 KB o Apples SuperDrives (discos duros externos de 1440 KB).
El sucesor del Macintosh Plus fue el Macintosh SE, dotado de un conector adicional y de ADB.

## Emulador
Con Mini vMac es posible simular los siguientes modelos de Mac:
- 128K
- 512K(e)
- Plus
- SE

Es posible conseguir una imagen del ROM de estos Macs de forma sencilla con programas adicionales. Mini vMac funciona en Mac OS (X), Linux (x86), Solaris (SPARC und x86), Windows, entre otros sistemas operativos, y permite el uso del sistema 0.8 hasta 7.5.5.